# Rícion
Rícion (en grec antic Ῥύτιον) era una ciutat de l'illa de Creta que Homer menciona al "Catàleg de les naus" a la Ilíada, juntament amb Festos, a les que anomena ciutats ben poblades.
Segons Estrabó, la ciutat va passar a dependre de Gortina i va començar la seva decadència. Estava situada en un turó a uns 30 km al sud de la ciutat de Càndia.